# Sandy Leah Lima

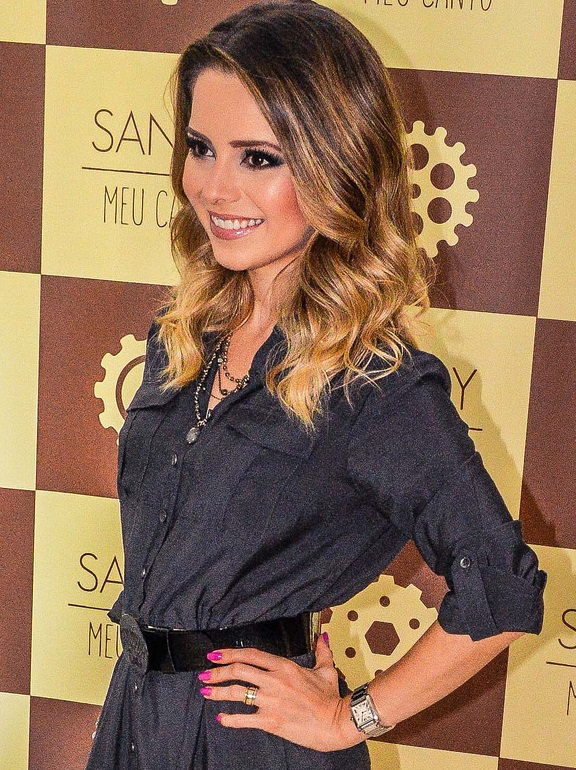
Sandy, 2016

Sandy (eigentlich Sandy Leah Lima; * 28. Januar 1983 in Campinas, Brasilien) ist eine erfolgreiche brasilianische Popsängerin und Songwriterin, die ihre Karriere als Kinderstar begann und später auch als Schauspielerin in Erscheinung trat.

## Leben und Karriere
Sandy wurde als Tochter von Noely Pereira und dem brasilianischen Musiker Durval de Lima geboren. Der Vater war ein berühmter Vertreter des Musikstils Música Sertaneja  und trat, unter dem Künstlernamen Xororó, gemeinsam mit seinem Bruder, ab 1970 als Teil des erfolgreichen Künstlerduos Chitãozinho e Xororó auf.
Von 1990 bis 2007 trat Sandy als Leadsängerin des Duos Sandy & Junior gemeinsam mit ihrem jüngeren Bruder Lima (* 1984) auf. Bereits ihr Debütalbum, Aniversário do Tatu (1991), wurde von Pro-Música Brasil mit Gold ausgezeichnet. Das Duo verkaufte über eine Million Tonträger, wobei ihr zweites und drittes Album zu den meistverkauften Alben Brasiliens zählten.
1998 sang  Sandy mit Andrea Bocelli im Duett „Vivo por ela“ – eine Version seines Hits „Vivo per lei“, die in Brasilien sehr viel Airplay bekam.
Seit 2007 ist sie als Solosängerin aktiv und zählt in Brasilien zu den Musikern mit den höchsten Verkaufszahlen.
An der Pontifícia Universidade Católica de Campinas schloss Sandy einen Studiengang in Sprachen und Literatur ab.
Als Schauspielerin beteiligte sich Sandy im Jahr 2012 als Gaststar an der 13. Episode der Fernsehserie As Brasileiras (Erste Staffel, Originaltitel: A Reacionária do Pantanal). Außerdem wirkte sie 2014 bei dem Horrorfilm Quando Eu Era Vivo mit.
In Südamerika ist sie darüber hinaus als Werbeträgerin des Getränkeherstellers Brasil Kirin bekannt. Als Markenbotschafterin der Biermarke Devassa, die zuvor von Paris Hilton vertreten wurde, erhielt sie 2011 ein Jahresgehalt von einer Million US-Dollar.
Bis einschließlich 2019 hat Sandy bereits 20 Millionen Tonträger verkauft und war bereits für den Latin Grammy nominiert. Sie hat zahlreiche Auszeichnungen erhalten, darunter sechs Multishow Brazilian Music Awards und drei Melhores do Ano-Trophäen.

## Privates
Sandy ist seit 2008 mit Lucas Lima verheiratet. Ihr gemeinsamer Sohn Theo Scholles Lima wurde 2014 geboren.

## Diskografie

### Solo-Alben
- 2010: Manuscrito (BR: Platin)[9]
- 2011: Manuscrito – Ao Vivo (Live)
- 2012: Princípios, Meios e Fins (EP)
- 2013: Sim
- 2016: Meu Canto – Ao Vivo

### Singles
- 2010: Pés Cansados
- 2010: Quem Eu Sou
- 2012: Aquela dos 30
- 2013: Escolho Você
- 2014: Morada
- 2016: Me Espera[10]

### Alben mit Sandy & Junior

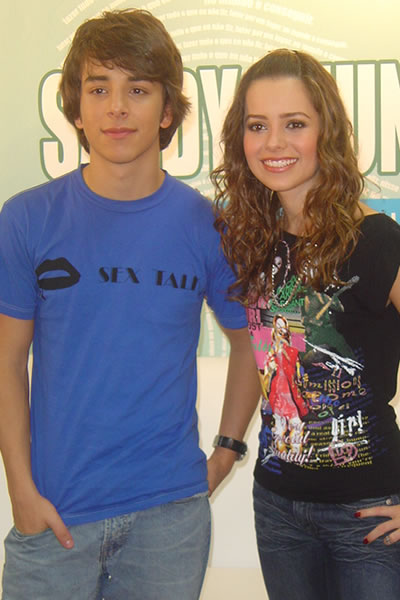
Sandy & Junior, 2004

- 1991: Aniversário do Tatu – BR: Gold, BR: 300.000[11]
- 1992: Sábado a Noite – BR: 400,000[11]
- 1993: Tô Ligado em Você – BR: Gold, BR: 450.000[11]
- 1994: Pra Dançar Com Você – BR: 500.000[11]
- 1995: Você é D+ – BR: 550.000[11]
- 1996: Dig-Dig-Joy – BR: Gold, BR: 700.000[11]
- 1997: Sonho Azul – BR: Platin, BR: 700.000[11]
- 1998: Era Uma Vez (Ao Vivo) – BR: ×3Dreifachplatin , BR: 1.800.000[11]
- 1999: As Quatro Estações – BR: ×2Doppeldiamant , BR: 2.500.000[11]
- 2000: As Quatro Estações – O Show – BR: Diamant, BR: 3.000.000[11]
- 2001: Sandy & Junior 2001 – BR: ×3Dreifachplatin , BR: 1.500.000[11]
- 2002: Internacional – BR: Platin, BR: 1.200.000[11]
- 2002: Ao Vivo no Maracanã/Internacional Extras – BR: Platin, BR: 450.000[11]
- 2003: Identidade – BR: Platin, BR: 600.000[11]
- 2006: Sandy & Junior 2006 – BR: Platin, BR: 250.000[11]
- 2007: Acústico MTV – BR: Platin, BR: 250.000[11]

### Singles
- 1999: As Quatro Estações (BR: Platin)
- 2000: A Lenda (BR: Platin)
- 2007: Abri Os Olhos (BR: Platin)
- 2008: Quando Você Pensa (Turu Turu)  (BR: Platin)
- 2008: Não Da Pra Não Pensar (BR: Platin)

### Videoalben
- 2000: As Quatro Estações – O Show (BR: Diamant)
- 2002: Ao Vivo no Maracanã/Internacional Extras (BR: Gold)
- 2007: Acústico MTV (BR: ×2Doppelplatin )

## Tourneen
- 2007: Turnê Solo
- 2010–2012: Turnê Manuscrito
- 2013–2014: Turnê Sim
- 2015: Turnê Teaser[12]
- 2016: Turnê Meu Canto[13]